# Simón Bolívar (estación)
Simón Bolívar es una estación ferroviaria que forma parte de la Línea 4 de la red del Metro de Santiago de Chile. Se encuentra por subterráneo, entre las estaciones Príncipe de Gales y Plaza Egaña, bordeando la superficie de la Avenida Ossa, límite entre las comunas de Ñuñoa y La Reina.

## Entorno y características

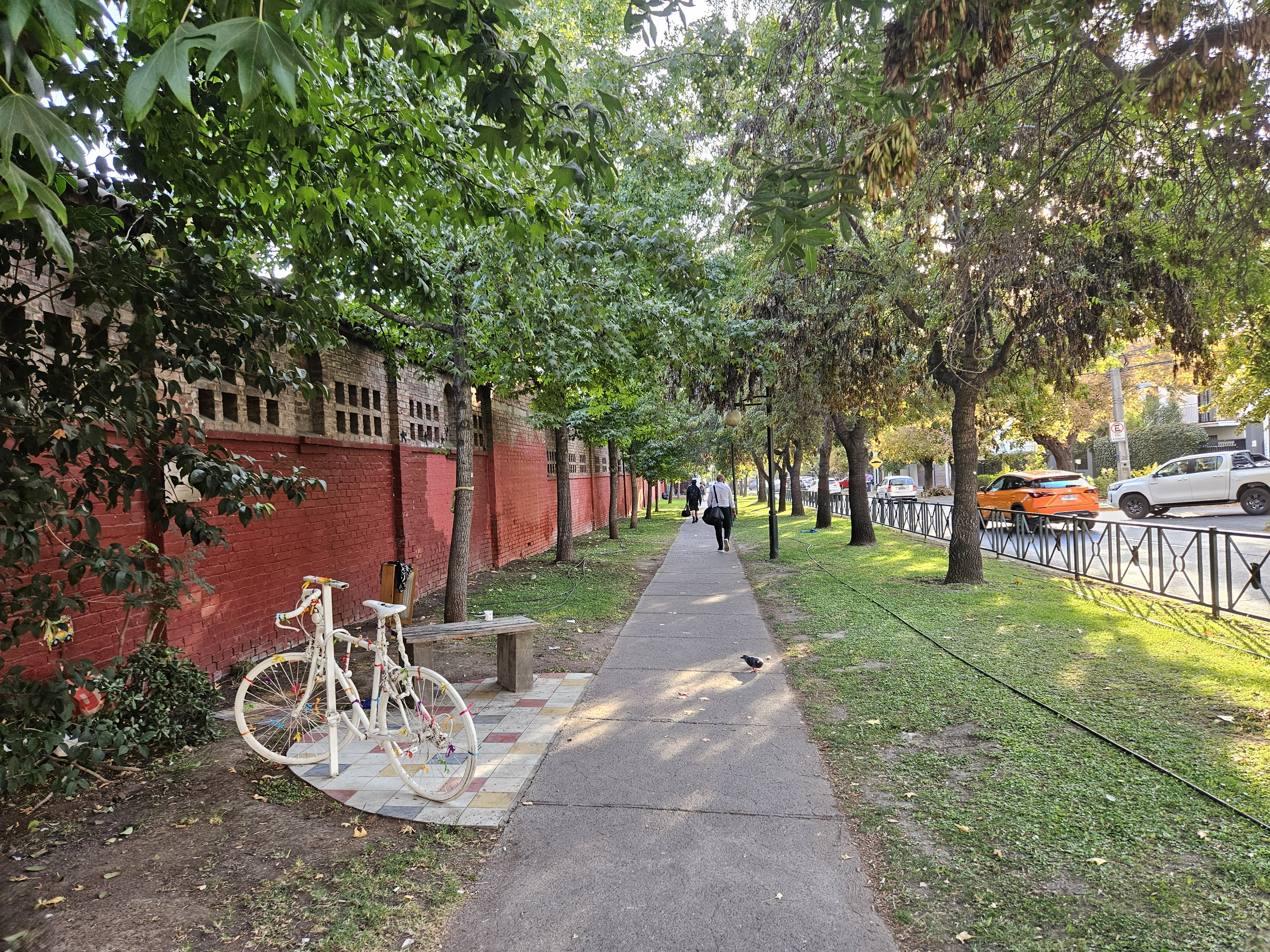
salida por calle Echeñique en Ñuñoa

En el entorno inmediato de la estación se encuentran servicios comerciales y colegios. Además se encuentra una escuela de ciegos, por lo cual siempre se avisa por altoparlante que se ha llegado a la estación. Es una zona de carácter residencial pero con una fuerte interconectividad con zonas densamente pobladas. Las principales arterias del sector son la Avenida Echeñique, Pucará, Avenida Ossa y la misma Avenida Simón Bolívar.
La estación tiene un bajo flujo de pasajeros debido a su entorno residencial. La estación posee una afluencia diaria promedio de 7368 pasajeros.

### Accesos
| Acceso | Intersección               |
| ------ | -------------------------- |
| A      | Av. Echeñique con Av. Ossa |
| B      | Av. Ossa con Av. Echeñique |

## Origen etimológico
Recibe el nombre por su cercanía con la Avenida Simón Bolívar, una avenida de tipo secundaria, importante para la unión de las comunas de la Reina y Ñuñoa.

## Galería

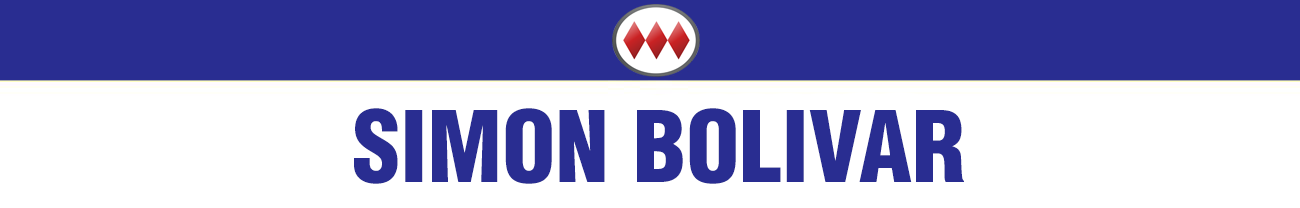
Cenefa utilizada actualmente en la estación.

## Conexión con Red Metropolitana de Movilidad
La estación posee 3 paraderos de la Red Metropolitana de Movilidad en sus alrededores (sin la existencia del paradero 3), los cuales corresponden a:
| Paradero/ Código                       | Recorridos                                                                              |
| -------------------------------------- | --------------------------------------------------------------------------------------- |
| Parada 1 / Metro Simón Bolívar (PD186) | 216 (Pablo de Rokha) - 286 (La Pintana) - 712 (Puente Alto) - D18 (Metro Santa Isabel)  |
| Parada 2 / Metro Simón Bolívar (PD180) | 216 (Vitacura) - 216 (Mall Alto Las Condes) - 712 (La Pirámide) - D18 (Álvaro Casanova) |
| Parada 4 / Metro Simón Bolívar (PD759) | D15 (Metro Francisco Bilbao)                                                            |